# Lüttich–Bastogne–Lüttich 1964
Lüttich–Bastogne–Lüttich 1964 war die 50. Austragung des Eintagesrennens Lüttich–Bastogne–Lüttich. Das Rennen war Bestandteil der Rennserie Super Prestige Pernod 1964. Es wurde am 3. Mai 1964 über eine Distanz von 245 km ausgetragen. Sieger wurde Willy Bocklandt.

## Rennverlauf
105 Radrennfahrer standen am Start in Lüttich, 28 Fahrer erreichten das Ziel. Die Vorentscheidung fiel an der Steigung von Wanne. Dort initiierte Vittorio Adorni einen Ausreißversuch, dem acht Fahrer folgten. Den Zielsprint auf der Radrennbahn von Lüttich gewann Bocklandt mit einer halben Radlänge.

## Ergebnis
| Rang | Fahrer                 | Team                     | Zeit            |
| ---- | ---------------------- | ------------------------ | --------------- |
| 1.   | Willy Bocklandt        | Flandria-Romeo           | 7:06:09 h       |
| 2.   | Georges Van Coningsloo | Peugeot-BP-Englebert     | gl. Zeit        |
| 3.   | Vittorio Adorni        | Salvarani                | gl. Zeit        |
| 4.   | Jef Planckaert         | Flandria-Romeo           | + 0:16 Minuten  |
| 5.   | Martin Van Den Bossche | Wiel’s-Groene Leeuw      | + 0:22 Minuten  |
| 6.   | Dick Enthoven          | Pelforth-Sauvage-Lejeune | + 0:49 Minuten  |
| 7.   | Alfons Hermans         | Dr. Mann                 | + 1:20 Minuten  |
| 8.   | Willy Monty            | Pelforth-Sauvage-Lejeune | + 1:22 Minuten  |
| 9.   | Romain Van Wynsberghe  | Pelforth-Sauvage-Lejeune | + 2:48 Minuten  |
| 10.  | Théo Mertens           | Lamot-Libertas           | + 03:47 Minuten |